# Molsheim
Molsheim er en by og kommune i departementet Bas-Rhin i den franske region Alsace. Den er en af byerne på Vinruten i Alsace.